# Callitropsis

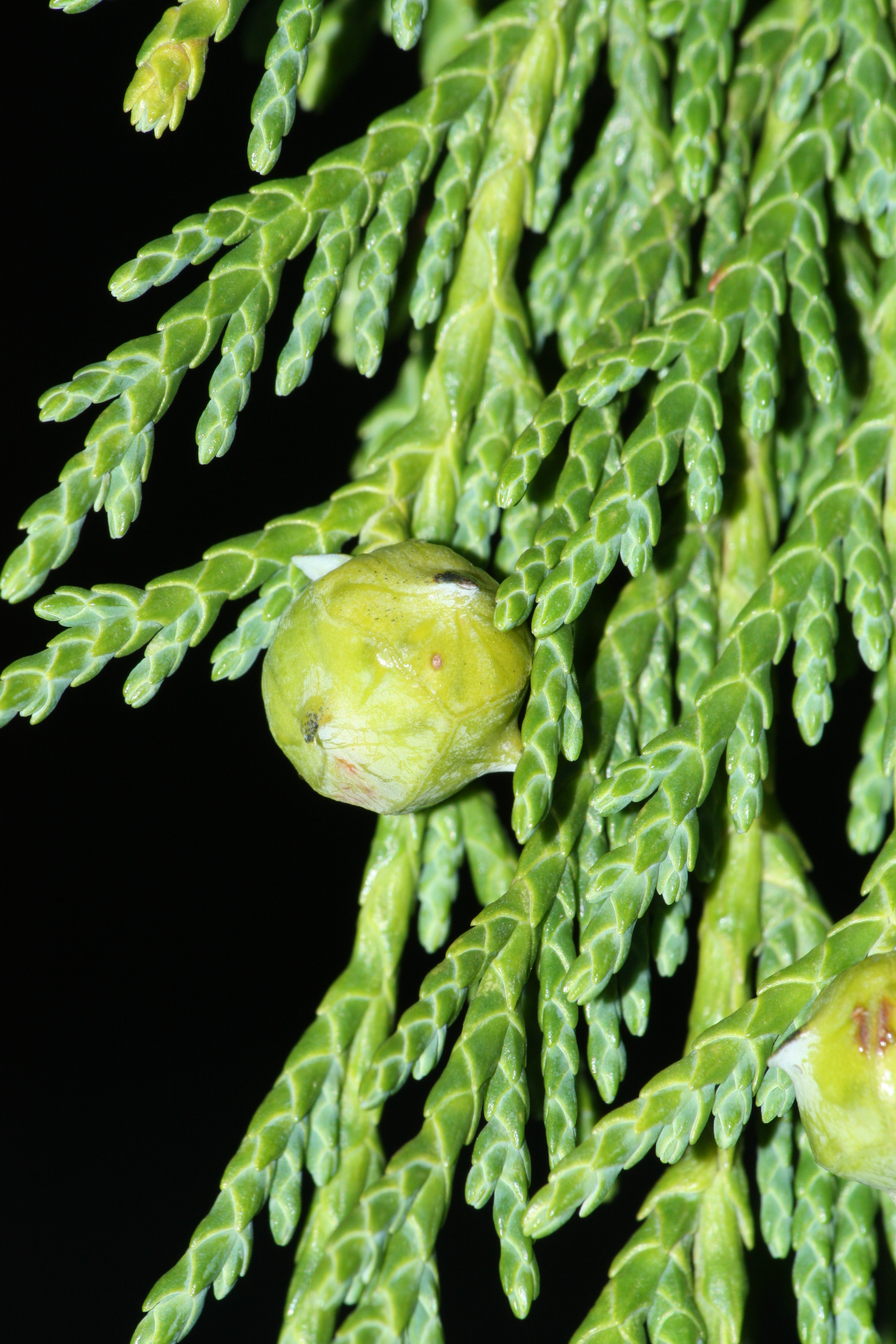
Folhagem e cone imaturo, Mount Rainier National Park.

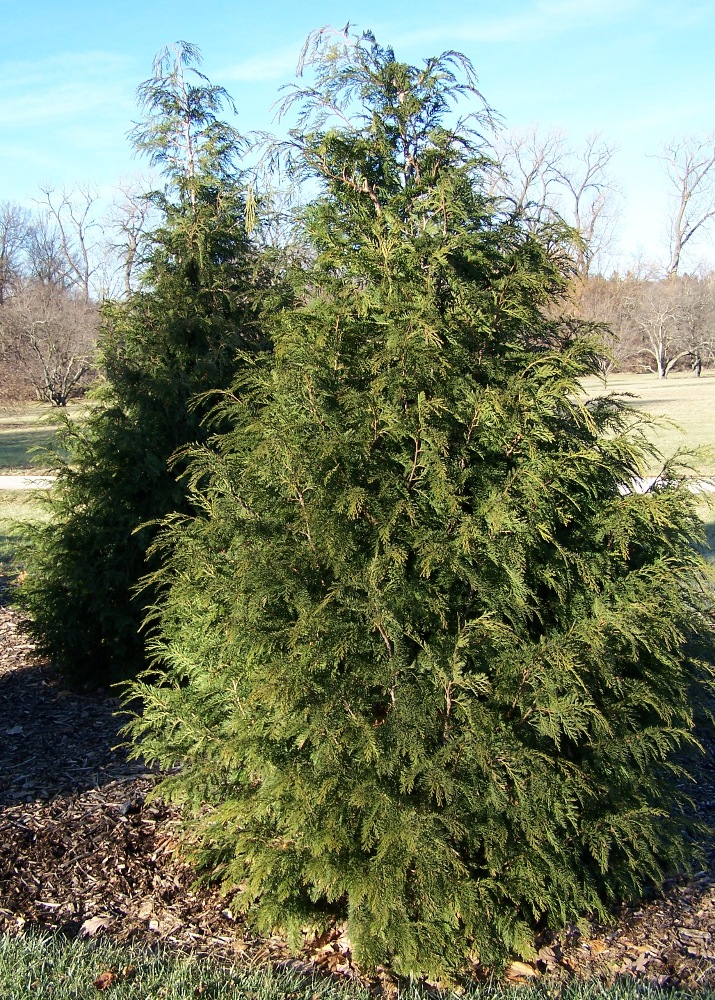
Espécimes cultivados no Morton Arboretum.

Callitropsis é um género monotípico de coníferas, pertencente à família Cupressaceae, que tem Callitropsis nootkatensis como única espécie. C. nootkatensis tem distribuição natural nas regiões costeiras de Colúmbia Britânica e do sul do Alaska.

## Descrição
A espécie Callitropsis nootkatensis, anteriormente conhecido como Cupressus nootkatensis (sin.: Xanthocyparis nootkatensis, Chamaecyparis nootkatensis), é uma espécie de árvore da família Cupressaceae nativa das regiões costeiras do noroeste da América do Norte. Esta espécie é conhecida por muitos nomes comuns, incluindo: cipreste de Nootka, cipreste amarelo, cipreste do Alasca, cedro de Nootka, cedro amarelo, cedro do Alasca e cedro amarelo do Alasca. O epíteto específico nootkatensis deriva da sua descoberta pelos europeus nas terras de uma First Nation do Canadá, o povo Nuu-chah-nulth da Ilha de Vancouver, Colúmbia Britânica, que eram anteriormente referidos como os Nootka.

### Morfologia
Callitropsis nootkatensis é uma conífera sempre-verde [que cresce até 40 m de altura, excecionalmente 60 m, com diâmetros até 3,4 a 4 m. A casca é fina, lisa e arroxeada quando jovem, tornando-se escamosa e cinzenta. Os ramos são geralmente pendentes, com folhagem em ramalhetes planos e folhas escamadas verde-escuras medindo 3-5 mm de comprimento. Os cones, de maturação bianual, têm 4 (ocasionalmente 6) escamas e assemelham-se aos cones de Cupressus lusitanica (outra espécie que pode apresentar folhagem em ramos planos), exceto que são um pouco mais pequenos, tipicamente com 8-14 mm de diâmetro; cada escama tem uma bráctea triangular pontiaguda com cerca de 1,5-2,0 mm de comprimento, novamente semelhante a outros Cupressus e diferente da bráctea em forma de crescente, não pontiaguda, presente nas escamas dos cones de Chamaecyparis. As sementes são aladas, pequenas, dispersando-se assim a curta distância; além disso, apenas uma pequena percentagem é viável.

### Distribuição
A espécie ocorre em áreas húmidas das montanhas costeiras do Pacífico Noroeste, incluindo as da Cascades, desde a Península do Kenai no Alasca até às Montanhas Klamath no extremo norte da Califórnia.
Pode ser encontrada em altitudes superiores às alcançadas pela Thuja plicata (cedro-vermelho-do-oeste), por vezes numa forma krummholz, e mesmo ocupando locais muito rochosos (perto da fronteira Califórnia-Oregon). Pode ser encontrado em altitudes de 600 a 750 m no Sudeste do Alasca e entre 750 e 2000 m da costa da Colúmbia Britânica até o Oregon. Bosques isolados ocorrem perto de Nelson, British Columbia, e John Day, Oregon, os quais podem ser descendentes de populações locais que datam do Último Período Glacial.
A região de Caren Range, na costa oeste da Colúmbia Britânica, alberga os espécimes de cipreste de Nootka mais antigos do mundo, com um espécime com 1834 anos de idade, com alguns espécimes podem ter mais de 3000 anos.

### Ecologia e habitat
A espécie beneficia de uma precipitação anual superior a 1500 mm, particularmente com neve profunda, embora as temperaturas não desçam frequentemente abaixo de -18 ºC. A neve tende a não quebrar os ramos flexíveis. É tolerante à sombra, mas menos do que as espéciee associadas Tsuga mertensiana e Abies amabilis, e cresce lentamente. Substâncias químicas antifúngicas dentro da árvore ajudam na sua longevidade. Também raramente é afetada por insectos, embora seja suscetível à podridão do cerne (heart rot), uma afecção de origem fúngica.
No Alasca, onde a árvore é principalmente referida como "cedro-amarelo", foi efectuada uma extensa investigação sobre o declínio das populações da espécie. Estes estudos concluíram que a árvore dependia de grandes quantidades de neve na costa para isolar as suas raízes pouco profundas dos invernos frios do Ártico. Os impactos das alterações climáticas resultaram em camadas de neve mais finas e menos persistentes, causando, por sua vez, uma maior suscetibilidade aos danos causados pelo congelamento.
Esta mortalidade foi observada em mais de 7% da área de distribuição natural da espécie, abrangendo cerca de 10 graus de latitude, desde o nordeste do Alasca até ao sul da Colúmbia Britânica. A mortalidade futura substancial é provável devido ao aquecimento das temperaturas e à diminuição das camadas de neve. O U.S. Fish & Wildlife Service está a analisar a possibilidade de designar a espécie como espécie ameaçada ou espécie em perigo.

## Taxonomia e sistemática
A espécie foi descrita pela primeira vez no género Cupressus como Cupressus nootkatensis em 1824, mas em 1841 foi transferida para o género Chamaecyparis, com base no facto de a sua folhagem se apresentar em raminhos achatados, como noutras espécies de Chamaecyparis, o que a deferenciava da maioria (embora não de todas) as outras espécies de Cupressus.
No entanto, a colocação em Chamaecyparis não se enquadra na morfologia e fenologia dos cones, que são muito mais parecidos com os de Cupressus, amadurecendo em dois anos em vez de um. Com o advento da biologia molecular, os resultados obtido com estudos filogenéticos apoiaram fortemente a exclusão de Chamaecyparis, tendo a espécie regressado ao clado norte-americano de Cupressus (agora Hesperocyparis).
Em 2002, Farjon et al. transferiram a espécie para um novo género, designado por Xanthocyparis, juntamente com o recém-descoberto Xanthocyparis vietnamensis, o cipreste-dourado-vietnamita, pois aquela espécie é notavelmente semelhante ao cipreste de Nootka e o tratamento tem muitos argumentos a seu favor. Em ambos os casos, embora não estejam relacionados com Chamaecyparis, as espécies também não se enquadram totalmente em Cupressus apesar das muitas semelhanças. Estudos publicados em 2004 confirmaram esta relação, com mais provas, e revelaram que existia uma combinação nomenclatural anterior no género Callitropsis, como Callitropsis nootkatensis (D.Don) Oerst., publicada em 1864, mas negligenciada ou ignorada por outros autores subsequentes. Little et al. sinonimizaram Xanthocyparis com Callitropsis, o nome correto para estas espécies no ICBN quando tratadas num género distinto. O nome Xanthocyparis foi então proposto para conservação, e o Congresso Botânico Internacional de 2011 seguiu essa recomendação.
Contudo, as questões nomenclaturais em relação a esta espécie não se ficaram por aqui, pois em 2010, Mao et al. efectuaram uma análise molecular mais detalhada e voltaram a colocar o cipreste de Nootka em Cupressus. Esta solução foi contestada, uma vez que a espécie comporia um subgénero monofilético, tendo a base de dados Gymnosperm Database sugerido que se poderia antes incluir a espécie num género monotípico como Callitropsis nootkatensis.
Em 2021, um estudo molecular realizado por Stull et al. concluiu que a espécie pertencia de facto ao género distinto Callitropsis e recuperou-o como género irmão de Hesperocyparis. O clado que inclui ambos os géneros foi considerado irmão de Xanthocyparis (que contém apenas o cipreste dourado vietnamita), e o clado que contém os três géneros foi considerado grupo irmão de um clado que contém Juniperus e Cupressus sensu stricto.
Callitropsis nootkatensis é um dos progenitores do híbrido conhecido por cipresto Leyland (Cupressus × leylandii). O outro progenitor é Cupressus macrocarpa, agora Hesperocyparis macrocarpa, também considerado como pertencendo ao género Cupressus, mas no clado norte-americano Hesperocyparis, que se verificou ser filogeneticamente mais próximo de C. nootkatensis do que o clado Cupressus sensu stricto do Velho Mundo.

## Etnobotânica
A espécie tem sido considerada uma das melhores árvores de madeira do mundo e foi exportada para a China durante o século passado. A madeira tem sido utilizada para pavimentos, acabamentos interiores e construção naval. A árvore tem qualidades excelentes de cerne, o que a torna uma das fontes mais desejadas de lenha na Costa Oeste. Arde muito quente e dura muito tempo como brasas. Uma árvore pode ainda ser utilizada para lenha até 100 anos após a sua morte.
O cipreste de Nootka era muito utilizado pelos povos indígenas da costa noroeste do Pacífico, juntamente com outro cipreste, a espécie Thuja plicata  (o cedro vermelho ocidental). Enquanto a madeira e a casca interna do cedro vermelho ocidental eram preferidas para projetos maiores, como casas e canoas, a casca interna mais forte do cipreste de Nootka era usada para embarcações e utensílios menores, incluindo remos de canoa e cestas, bem como fios para roupas e cobertores.

### Construção
As várias propriedades físicas da madeira tornam-na um material atrativo tanto para a construção em geral como para a construção naval. Devido ao seu crescimento lento, é dura e, tal como outras madeiras de cipreste, é durável. Oferece uma boa estabilidade dimensional e é resistente às intempéries, aos insectos e ao contacto com o solo.
Pode ser trabalhada facilmente com ferramentas manuais ou mecânicas, podendo ser torneada e entalhada com bastante facilidade. Pode ser fixada com colas, parafusos e pregos. A textura, a cor uniforme e o grão retilíneo da madeira do cipreste de Nootka permitem obter um acabamento fino. Resiste a lascagem e desgasta-se suavemente com o tempo. Quando recém-cortado, tem um cheiro amargo um pouco desagradável, mas quando temperado quase não tem odor percetível, daí a sua utilização tradicional em máscaras faciais.
Devido ao seu custo, é utilizada principalmente para carpintaria acabada. As utilizações típicas incluem revestimentos exteriores, telhas, decks, vigas expostas, vigas laminadas com cola, painéis, armários e millwork (decoração em madeira fresada). Na preservação patrimonial esta madeira pode ser utilizada como substituto da madeira de Thuja plicata (cedro vermelho ocidental) e de Taxodium distichum (cipreste-calvo), devido às dificuldades actuais em obter madeira de qualidade dessas espécies devido a preocupações ambientais e à sobre-exploração no passado, embora isto se aplique igualmente ao cipreste de Nootka.
Outras utilizações da madeira do cipreste de Nootka incluem saunas e contentores de baterias, devido à sua resistência aos ácidos. Tradicionalmente, eram fabricados remos, máscaras, pratos e arcos com esta madeira.

### Paisagismo
Os ramos pendentes dão à árvore uma aparência graciosa de chorão. É uma árvore atraente para parques e espaços abertos. Também pode ser usada como uma sebe alta. Cresce na zona de robustez do USDA 5-9, mas pode ser difícil de cultivar. Cresce melhor em solos leves, de preferência bem drenados, e em climas com verões frescos. Prefere meia-sombra a sol pleno. Também pode ser usada em bonsai.
Sob o sinónimo Xanthocyparis nootkatensis, a cultivar C. nootkatensis 'Pendula' ganhou o Award of Garden Merit da Royal Horticultural Society.

### Lendas associadas
Uma lenda dos povos Nootka da Hesquiaht First Nation conta as origens do cipreste de Nootka. Na lenda, um corvo encontra três jovens mulheres a secar salmão na praia e pergunta às mulheres se elas têm medo de ficar sozinhas, ou de ursos, de lobos e outros animais. Cada mulher respondeu "não". Mas quando o corvo lhes perguntou se tinham medo de corujas, elas responderam que sim. Ao ouvir isto, o corvo trapaceiro escondeu-se nas florestas e fez os chamamentos de uma coruja. As mulheres aterrorizadas correram para as montanhas, mas transformaram-se em ciprestes Nootka quando ficaram sem fôlego. Segundo os Nootka, é por isso que o cipreste Nootka cresce nas encostas das montanhas, e também porque a casca é sedosa como o cabelo de uma mulher, e o tronco jovem é suave como o corpo de uma mulher.
Na cultura Tlingit, a história de Natsilane descreve como um cipreste de Nootka foi usado para esculpir a primeira baleia assassina do mundo.

## Galeria

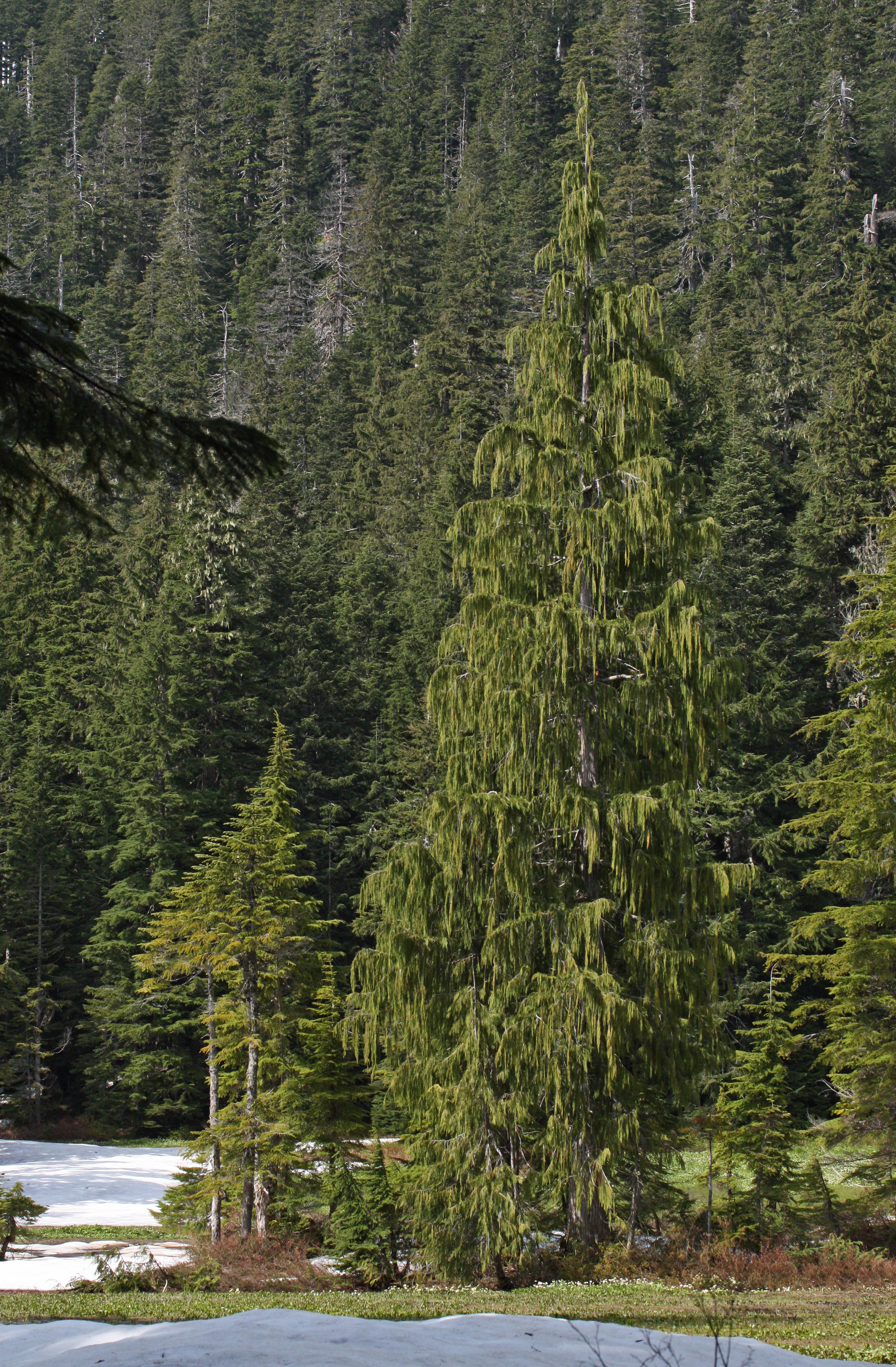
Indivíduo maduro com folhagem em raminhos planos pendentes dos ramos
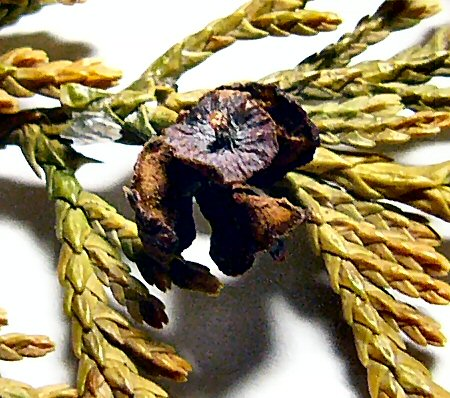
Detalhe do cone
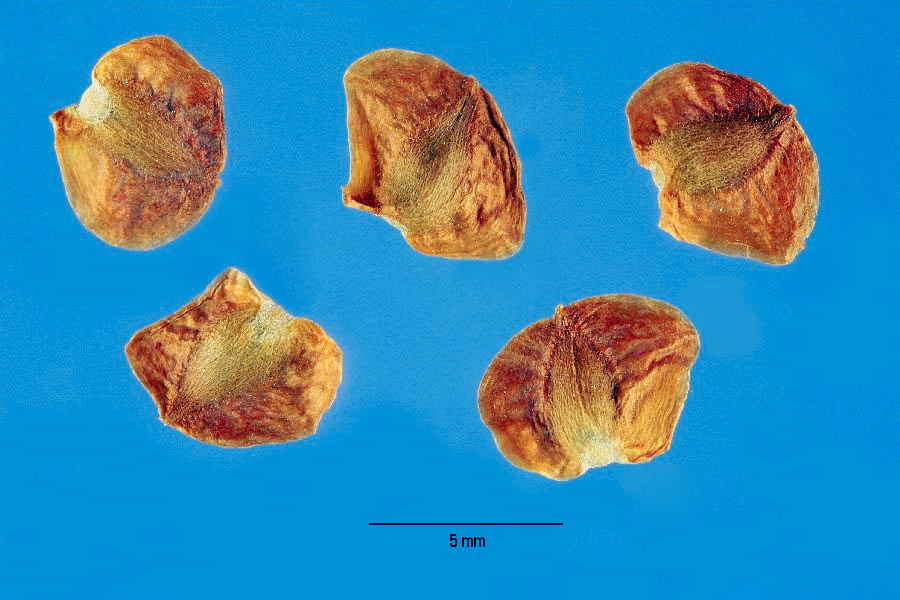
Sementes
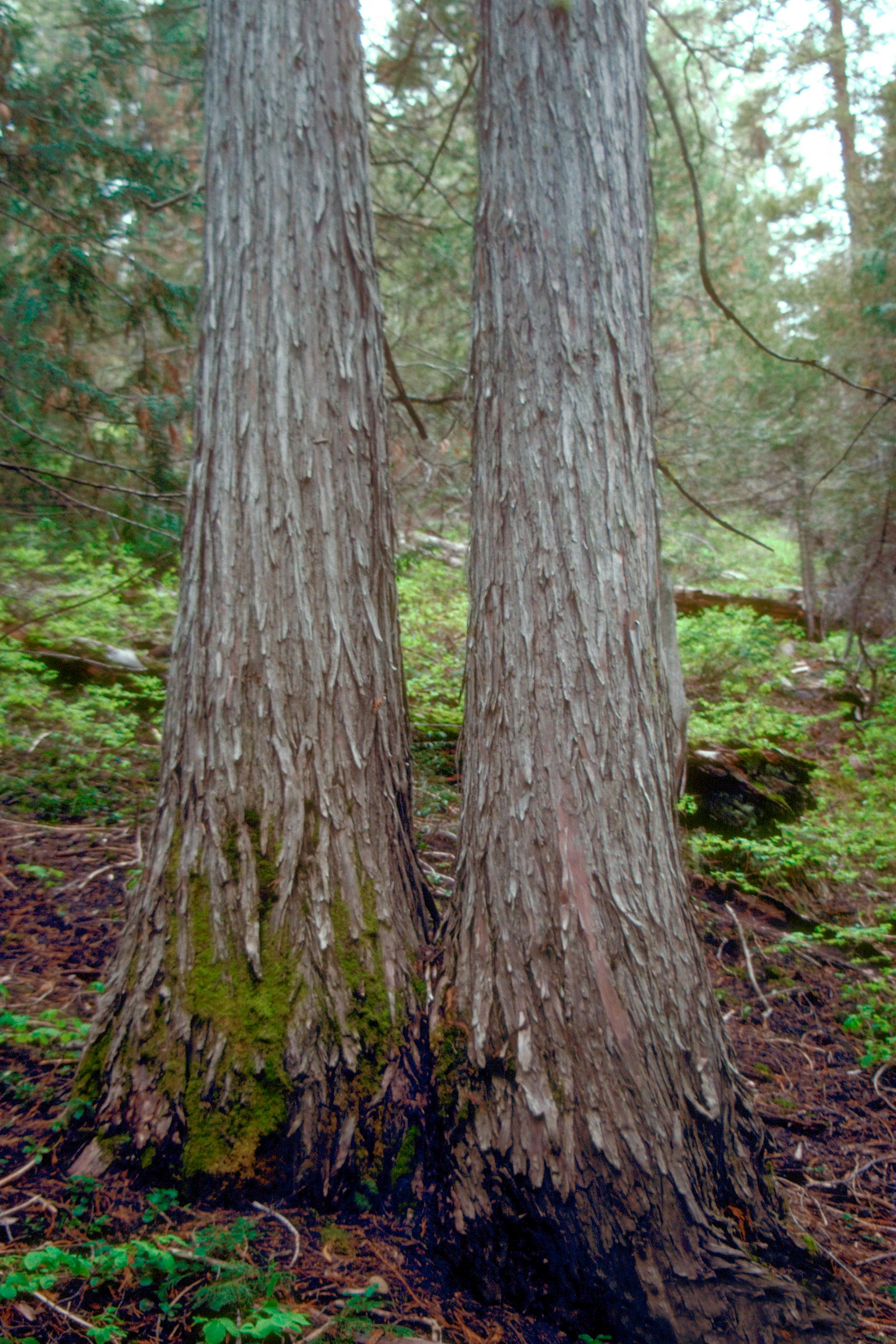
Ritidoma (casca)
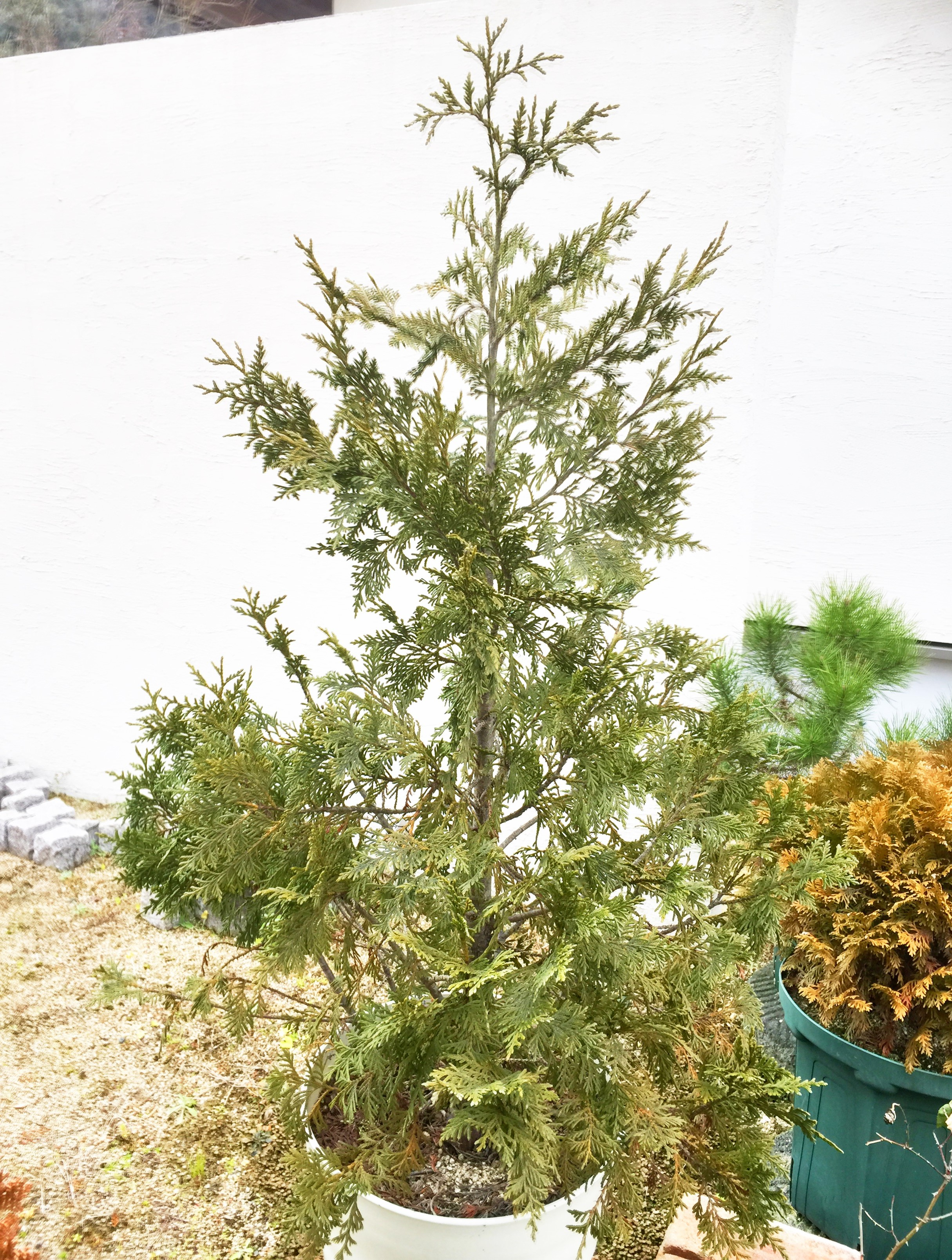
C. nootkatensis 'Glauca'
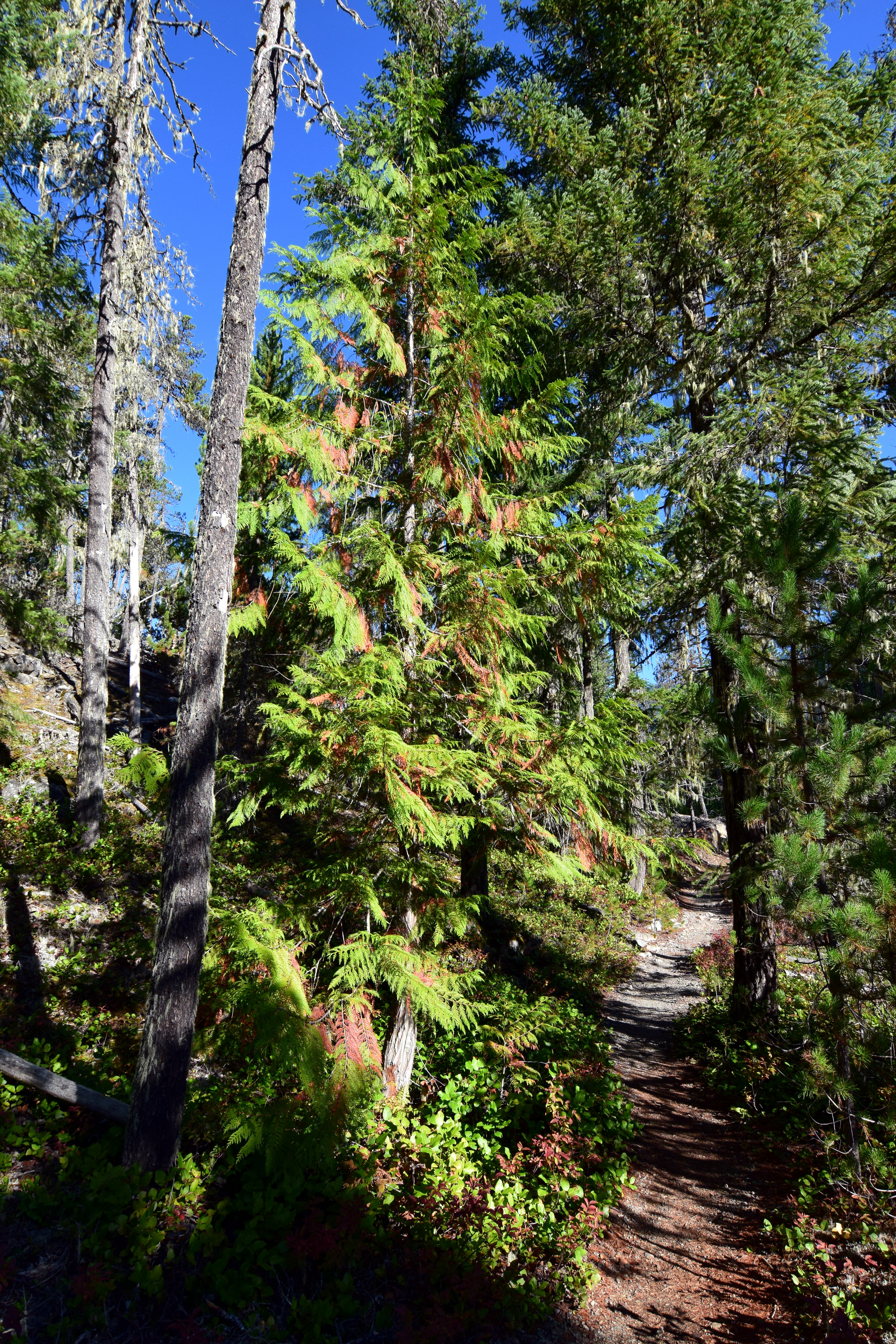
Árvore juvenil no North Cascades National Park